# Miltochrista chi
Miltochrista chi hay ngài miltochrista (tên khoa học: Miltochrista) là một loài bướm đêm thuộc phân họ Arctiinae, họ Erebidae.